# 奥拉赫
奥拉赫（德語：Aurach，發音：[ˈaʊʁax] ⓘ）是德国巴伐利亚州中弗兰肯行政区安斯巴赫县的市镇，面积36.66平方千米，2023年12月31日人口为3,166人。